# Hero Factory
Hero Factory ist eine computeranimierte US-amerikanische Animationsserie. Sie wurde am 4. September 2010 auf dem deutschen Kindersender Nickelodeon das erste Mal gezeigt. Die amerikanische Erstausstrahlung fand am 20. September 2010 auf dem Sender Cartoon Network statt.
Im Jahr 2014 wurde die Serie nach 4 Staffeln und 11 Episoden eingestellt.

## Handlung
In der Hero Factory werden die fortschrittlichsten und fähigsten Helden des Universums erbaut. Ihre einzige Aufgabe ist es, die Welt vor dem Bösen beschützen. Anführer des Alphateams ist Stormer, welcher der Beste in der Hero Factory ist. An seiner Seite kämpfen Bulk und Stringer, aber Stormer ist ehrgeiziger als seine Mitstreiter und hat einen zusätzlichen Antrieb. Vor Jahren, als Stormer noch ein Anfänger war, hatte er einen besonders riskanten Auftrag. Ihr Anführer wurde dabei verletzt und so fiel Stormer und seinem Freund Von Ness die Aufgabe zu, die Mission erfolgreich abzuschließen. Doch Von Ness hat ihn damals im Stich gelassen und Stormer war ganz auf sich allein gestellt. Stormer konnte die Mission erfolgreich beenden, wie alle seine Aufträge seitdem. Und doch ist der Verrat nah bei ihm.
Ein neues Ausbildungsteam ist in der Hero Factory angekommen, um ihr Training bei Stormer und seinem Team abzuschließen. Bei ihnen ist Furno, der beste Lehrling der Factory seit Stormer. Furno nimmt sein Training ziemlich ernst und möchte Stormers Anerkennung. Dafür fordert er sich täglich neu heraus. Neben Furno treten die beiden Neuen Surge und Breez ihre Ausbildung an. Gemeinsam versuchen sie Tag für Tag zu beweisen, dass sie richtige Kämpfer und Helden sind.
Als die Truppe ihren Kampf gegen das Böse antreten, merken sie schnell, dass ihre Gegner nicht allein handeln. Anscheinend arbeiten alle für einen Anführer. Jemand aus Stormers Vergangenheit, mit dem Auftrag die Hero Factory und Stormer zu beseitigen.

## Figuren
Stormer ist der Anführer des Alphateams und der Beste in der Hero Factory.
Bulk ist ein Gehilfe von Stormer.
Stringer ist ebenfalls ein Gehilfe von Stormer.
Furno ist ein Lehrling von Stormer.
Surge macht eine Ausbildung bei Stormer.
Breez macht auch eine Ausbildung bei Stormer.